# Souffrance et Délivrance
Pour plus de détails, voir Fiche technique et Distribution.
Souffrance et Délivrance est un film documentaire français réalisé par Jean-François Ciranna dont la sortie est prévue en octobre 2025. 

## Synopsis
Ce documentaire lève le voile sur l'un des sujets les plus tabous de notre société : l'exorcisme. Une immersion dans le quotidien des hommes d'Église qui affrontent des forces invisibles. Le film donne la parole à ceux qu'on n'entend jamais : les prêtres exorcistes et les personnes qu'ils accompagnent. Il met également en garde contre les dangers du spiritisme et de la sorcellerie, tout en offrant un message d'espoir : la délivrance reste possible.

## Fiche technique
- Titre original : Souffrance et Délivrance
- Titre anglophone international : Suffering and Delivery
- Réalisation : Jean-François Ciranna
- Scénario : Jean-François Ciranna et Monia Frouda
- Musique : Jean-François Ciranna et Harmonie Senagh
- Montage : Gérard Menvussa
- Production : Jean-François Ciranna et Monia Frouda
- Société de production : My Secret Angel Company
- Société de distribution : My Secret Angel Company
- Pays de production :  France
- Langue originales : français
- Format : 2:39 - son 5.1
- Genre : film documentaire
- Durée : 89 minutes
- Classification : interdit aux moins de 16 ans
- Date de sortie :
  -  France : 8 octobre 2025[2]

## Distribution
- Mgr Gérard Berrier
- Mgr Éric Bottalico
- Mgr Giovanni Luca du Sabourg
- Daniel Martinez
- Claudie Van Kan
- Dominique Chaponost
- Éric Mazeau
- Frédéric Genetin
- Maxence Martinez
- Marie-Lou Gazzera Faure

## Production

### Genèse et développement
Dans une interview Nice-Matin en mai 2025, le réalisateur explique : “C'est en observant la détresse mentale croissante de notre société que j'ai ressenti l'urgence de traiter ce sujet tabou avec respect, loin de tout sensationnalisme hollywoodien. De nature cartésienne, j'ai abordé ce projet avec scepticisme...jusqu'à assister à deux véritables séances d'exorcisme dans une chapelle de Grasse”,.

### Tournage
Le tournage s'est déroulé entre mai 2024 et février 2025, dont la grande majorité a lieu sur la Côte d'Azur (Grasse, Nice, Cagnes-sur-Mer, Peymeinade), mais aussi dans le Var (aux Arcs-sur-Argens et à Montauroux), et également en Italie, à Seborga.

## Accueil

### Sortie
Souffrance et Délivrance fait sa première internationale en France, le 7 mai 2025, au Cineum de Cannes. Il est ensuite projeté en avant-première dans les réseaux Pathé Cinémas, Grand Écran Cinémas, et dans les cinémas indépendants.
Le film sortira dans les salles de cinéma en France le 8 octobre 2025.

### Accueil du public
Lors des avant-premières, la plupart des personnes ont trouvé le film "impressionnant, prenant".